# La morte dell'incredibile Hulk
La morte dell'incredibile Hulk (The Death of the Incredible Hulk) è un film per la televisione del 1990, che conclude le vicende della serie L'incredibile Hulk, basate sul supereroe dei fumetti Marvel Comics Hulk.
In origine nel film sarebbe dovuta apparire anche She-Hulk ma prima dell'inizio delle riprese, si decise di non includerla. Nonostante la fine, ci furono dei tentativi di revival: prima si accarezzò l'idea di unire il cast di Hulk con quello di The Amazing Spider-Man così da introdurre prima il personaggio di Spider-Man e poi altri eroi dell'universo Marvel; poi si pianificò un nuovo film con il cameo di Iron Man. Entrambi i progetti furono cancellati quando Bill Bixby morì di cancro nel 1993.

## Trama
David Banner, con il falso nome di David Bellamy, lavora come addetto alle pulizie in un laboratorio segreto del governo gestito dal famoso dottor Ronald Pratt, un brillante e anziano ricercatore da anni impegnato nel suo stesso campo di ricerca, e che ha ispirato le sue ricerche con le sue sapienti pubblicazioni.
Banner spera ora di sfruttare le sue ricerche genetiche e radiologiche per trovare la cura totale e definitiva alle sue mostruose metamorfosi in Hulk, il gigante incontrollabile che da dodici anni lo tormenta.
Lo scienziato compie alcune astute infiltrazioni nel laboratorio di Pratt, accedendo alle sue formule, che corregge in alcune sequenze. In un secondo momento viene scoperto dall'anziano scienziato, che si stupisce nel sapere che è ancora vivo.
Scoperta la sua condizione, Pratt si offre di aiutarlo, e lo convince a lasciargli prima studiare Hulk. Il mostro, infatti, è dotato di quei poteri guaritori che sperava di raggiungere con le ricerche che lo hanno sempre impegnato. Analizzandolo, ritiene di poter curare molte malattie e anomalie genetiche che affliggono al momento l'umanità.
Nel frattempo, però, un'organizzazione di terroristi sovietici capeggiata dall'elegante e freddo Kasha, è interessata alle formule del dottor Pratt, e convince la giovane e bella Jasmine, una delle migliori aderenti, ad eseguire il furto di informazioni. Poiché Jasmine sta tentando di sottrarsi all'organizzazione, scappando in segreto, Kasha le mostra una fotografia della sorella maggiore, Bella, legata a una corda e pronta ad essere uccisa. Per salvarla, le dice, deve portare a termine la missione.
In quei giorni, però, il dottor Pratt si oppone ai progetti della direttrice e di un delegato del Pentagono di voler usare le sue ricerche per ottenere il soldato perfetto a vantaggio del governo federale. I due, per ripicca, tentano di estradarlo dal progetto.
Banner viene sottoposto a un bombardamento di isotopi a studi completati sulla creatura, ma l'esperimento viene violentemente bloccato da Jasmine, che è riuscita a infiltrarsi nel laboratorio dopo aver rubato un'uniforme e ottenuto le impronte digitali da un inconsapevole agente di sicurezza con cui ha trascorso una serata in un locale. Durante l'incidente che ne segue, Ronald Pratt cade in coma, e David si trasforma nel mostro verde, che mette il dottore in salvo, e poi scappa lontano, dopo essersi lanciato da una finestra.
La moglie di Ronald Pratt, Emily, viene interrogata dalla polizia, che ritiene Banner un infiltrato come Jasmine e il mostruoso Hulk, tutti ricercati. Lo scienziato, dopo aver incontrato di nascosto la moglie di Pratt, viene inseguito e catturato da due agenti dell'organizzazione di Kasha, ma riesce a liberarsi quando i due tentano di uccidere Jasmine, che riesce a sparare mortalmente al più anziano, e a mettere in fuga il più giovane.
L'agente morente rivela alla giovane che sua sorella non è mai stata in pericolo di vita: ha assunto il comando della loro sezione con un falso nome e scattato la finta fotografia per spingerla a fare ciò che voleva. Sconvolta, Jasmine intende vendicarsi, e si schiera con David.
Giunti in ospedale, dopo aver messo in allarme le guardie facendo credere che vi sia un uomo che minaccia di buttarsi giù da un cornicione, i due riescono ad avvicinarsi a Ronald Pratt, e a risvegliarlo dal suo coma. Subito dopo vengono localizzati e inseguiti da Zed, altro membro del gruppo di Bella e Kasha, che quasi riesce a ucciderli schiacciandoli con la ruspa. Ma David si tramuta in Hulk, e riesce a mettere in salvo Jasmine, e a scappare.
I due si ricongiungono più tardi, e intrecciano una relazione sentimentale, ripromettendosi di andare in un luogo lontano dove potranno vivere in pace. Ma i loro piani vengono ostacolati dalla notizia, trasmessa per radio, che Ronald Pratt e la moglie Emily sono stati rapiti da ignoti.
David e Jasmine catturano un membro della cosca sovietica, che rivela loro il nascondiglio dove i due ostaggi sono stati condotti, e in un secondo momento lo consegnano alla polizia con un biglietto in cui sono scritte le indicazioni del luogo. I due si recano sul luogo, e approfittano della confusione che si verifica durante l'irruzione delle forze dell'ordine per liberare i due ostaggi.
Mentre David libera Pratt e la moglie, Jasmine viene catturata da Kasha, tramite Zed, da cui però riesce a fuggire prima che possa ucciderla per ordine di Bella, che tenta di fuggire su un jet con il folle sicario. Kasha nel frattempo viene ucciso con altri uomini dalle forze dell’ordine.
David vede Jasmine mentre corre sulla pista di decollo, inseguita dal jet pilotato da Zed e Bella, che vogliono schiacciarla sotto le ruote. Temendo per la vita della sua innamorata, lo scienziato ha una trasformazione nel mostruoso Hulk, il quale riesce a intrufolarsi chiassosamente nel jet di Bella.
Volendo uccidere il mostro, la donna gli punta contro la pistola, che però la creatura afferra direzionandola contro il carburante. L'esplosione che segue è violenta, e Hulk, rimasto illeso, viene scaraventato fuori dal relitto in fiamme.
La creatura si schianta violentemente sull'asfalto della pista, e Jasmine la raggiunge per assisterla. La metamorfosi si inverte, ma questa volta David non riesce a rigenerarsi dalle ferite dovute all'impatto, e muore in pochi istanti insieme al suo mostro, davanti agli occhi di Pratt ed Emily.
Molto significativa l'ultima frase pronunciata da David mentre sta spirando: «Finalmente... sono libero.».

## Cast
- Bill Bixby: David Banner
- Lou Ferrigno: Hulk
- Elizabeth Gracen: Jasmine
- Philip Sterling: Ronald Pratt
- Justin DiPego: Dodger
- Barbara Tarbuck: Amy Pratt
- Andreas Katsulas: Kasha
- Anna Katarina: Bella/Voshenko
- Lindsay Bourne: Crane
- Duncan Fraser: Tom
- Mina E. Mina: Pauley
- John Novak: Zed

## Il seguito cancellato
Nonostante la morte di Hulk, i realizzatori avevano pensato di farlo resuscitare in un quarto film, La vendetta dell'incredibile Hulk, in cui sarebbe vissuto con il corpo di Hulk e la mente di Banner ; era prevista l'apparizione anche di She-Hulk e Iron Man, come trampolino di lancio per le rispettive serie televisive. La sceneggiatura venne completata il 10 luglio 1990. Tuttavia il progetto venne sospeso a seguito dell'abbandono di Bill Bixby, la cui salute peggiorava a causa del cancro. Con la morte dell'attore nel novembre 1993 il film venne definitivamente cancellato. Si pensò anche a una serie tv dove c'erano hulk e she-hulk, l'episodio pilota venne chiamato "metamorphosis". Ma dopo diversi giorni di riprese il progetto venne annullato per lo stesso motivo.  Venne accarezzata inoltre l’idea di una serie tv con protagonisti l’hulk di Ferrigno e lo spider-man di Nicholas Hammond, un revival con i cast di entrambe le serie tv; in questo progetto mai realizzato spider-man avrebbe indossato un costume nero.